# Moulon (Gironde)
Moulon is een gemeente in het Franse departement Gironde (regio Nouvelle-Aquitaine). De plaats maakt deel uit van het arrondissement Libourne. Moulon telde op 1 januari 2022 1.056 inwoners.

## Geografie
De oppervlakte van Moulon bedroeg op 1 januari 2022 13,25 vierkante kilometer; de bevolkingsdichtheid was toen 79,7 inwoners per km².

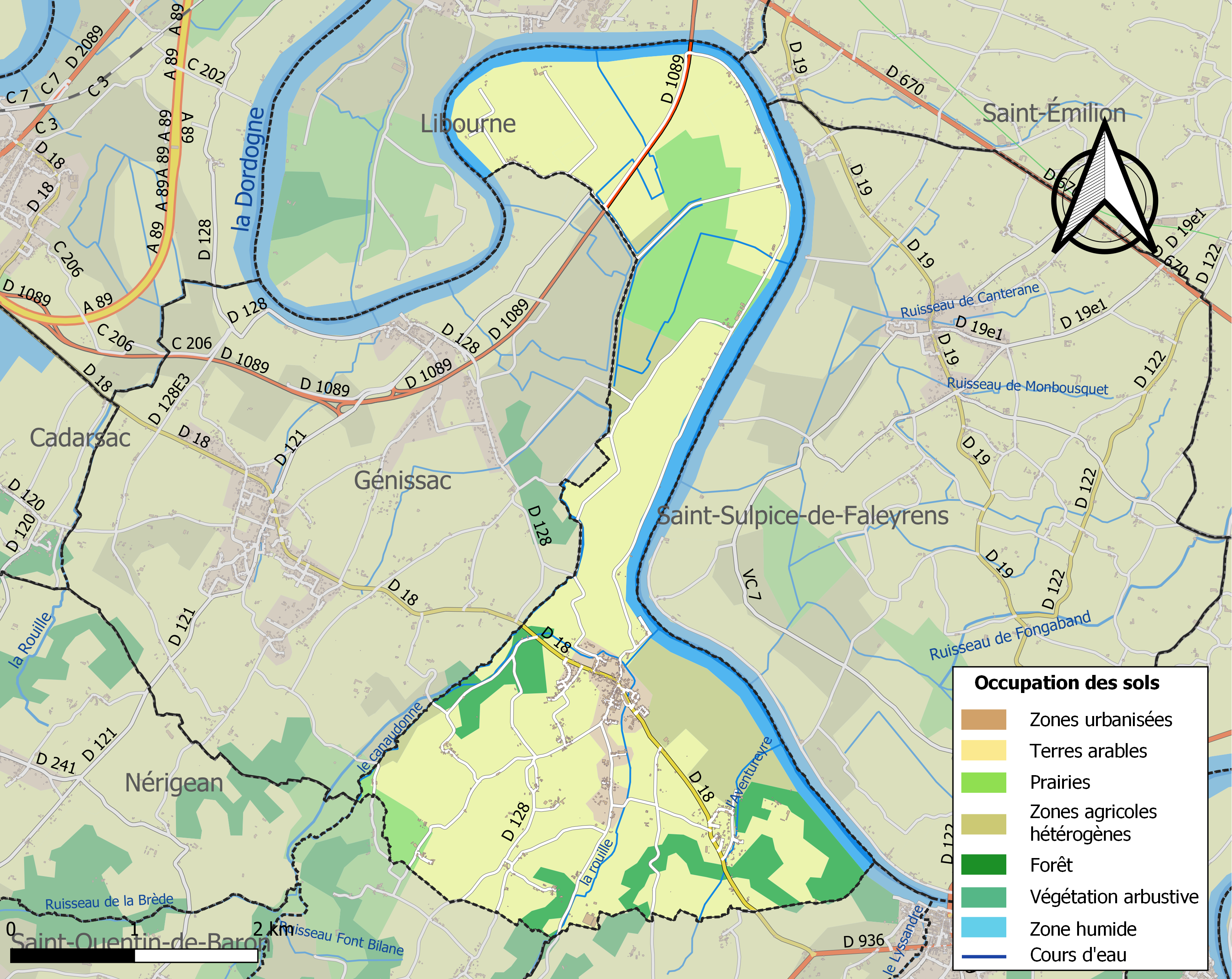
Kaart van de gemeente met belangrijkste infrastructuur, bodemgebruik en omliggende gemeenten

## Demografie
Onderstaande figuur toont het verloop van het inwonertal (bron: INSEE-tellingen).